# Myslejovice (hrad)
Myslejovice jsou zaniklý hrad částečně poškozený lomem na okraji vojenského újezdu Březina asi jeden kilometr západně od obce Myslejovice. Hrad stál na konci ostrožny s místním názvem Zámčisko v nadmořské výšce kolem 390 metrů.

## Historie
První zmínka o Myslejovicích se uvádí roku 1360, ale jeho majitelé Stach, Mikeš a Viknan prodali hrad se vsí roku 1374 Ješkovi Kropáčovi z Holštejna. Roku 1391 koupil vesnici Myslejovice Petr z Kravař. Hrad patrně zanikl koncem 14. století.
Lokalitu poprvé popsal roku 1897 František Faktor. V 80. letech 20. století zde uskutečnila A. Prudká archeologický výzkum, který přinesl pouze blíže nedatované pravěké nálezy a doklady středověkého osídlení ze 14. století.

## Stavební podoba
Hrad byl jednodílný a přibližně oválný. Většinu obvodu obíhal příkop částečně vysekaný ve skále, který však nebyl v jižní části dokončen. Za příkopem se nachází pahorek vysoký 4,5 m, který může být zbytkem nějaké budovy (pravděpodobně věže). Východní část ostrožny včetně příkopu a centrálního pahorku poškodil lom.

## Přístup
Zbytky hradu se nachází ve vojenském prostoru, a proto jsou veřejnosti běžně nepřístupné.